# Puylausic
Puylausic település Franciaországban, Gers megyében. Lakosainak száma 159 fő (2022. január 1.). Puylausic Samatan, Garravet, Lombez, Montadet, Montégut-Savès, Saint-Lizier-du-Planté és Sauvimont községekkel határos.

## Népesség
A település népességének változása:
| Lakosok száma | 212  | 181  | 199  | 199  | 175  | 167  | 163  | 160  | 160  | 159  |
|               | 1968 | 1982 | 1990 | 2006 | 2013 | 2015 | 2017 | 2019 | 2020 | 2022 |